# Деїфікація
Деїфікація — (обожнення) визнання божеством і віддавання шани людям (зокрема героям, володарям), персонажам демонології, тваринам, природним явищам, соціальним інститутам, емоційним або раціональним феноменам що практикується у багатьох релігіях.
Деїфіційовані істоти включаються в пантеон, стають об'єктами міфології та предметами культового шанування. На основі деїфікації формується політеїзм. Багато атрибутів божественних образів політеїстичних релігій і образу Бога монотеїстичних віросповідань є результатом деїфікації.
У ранніх східно-християнських богословів під деїфікацією розуміють образ порятунку, в якому через Христа віруючі можуть стати подібними до Бога.